# Azé (Loir-et-Cher)
Azé é uma comuna francesa na região administrativa do Centro, no departamento de Loir-et-Cher. Estende-se por uma área de 31,93 km². Em 2010 a comuna tinha 1 043 habitantes (densidade: 32,7 hab./km²).